# Achille in Sciro (Antonio Caldara)
Achille in Sciro è un'opera di Antonio Caldara del 1736 su libretto di Pietro Metastasio, presentata per la prima volta al matrimonio di Maria Teresa e Francesco di Lorena a Vienna.

## Storia
Il lavoro L'Achille in Sciro di Metastasio fu rappresentato per la prima volta a Vienna il 13 febbraio 1736 e l'opportunità furono le nozze della principessa Maria. Poco dopo, nel 1737, il compositore Sarro utilizzò lo stesso libretto per l'inaugurazione del Teatro S. Carlo di Napoli, Venezia (1739, Chiarini), Torino (1740, Leo) e Madrid (1744, Corselli), prima che Hasse componesse la musica per un'altra opera con lo stesso soggetto. Nel 1772 Johann Anton Koch tradusse il libretto in tedesco con il nome Achilles in Scyro.

## Trama
Il libretto è incentrato sull'eroe mitologico greco Achille e in particolare sull'episodio di Achille a Sciro. Per il suo libretto, Metastasio trasse ispirazione da varie opere per i suoi temi. La trama ha anche somiglianze con il libretto del 1664 de L'Achille in Sciro di Ippolito Bentivoglio, che fu musicato nel 1663 da Giovanni Legrenzi. L'opera è sottotitolata "dramma immaginato".

## Altri adattamenti
- Achille in Sciro, 1737
- Niccolò Jommelli 1749
- Beethoven 1796